# Tukucha Nala
Tukucha Nala (en népalais : टुकुचा नाला) est un comité de développement villageois du Népal situé dans le district de Kavrepalanchok. Au recensement de 2011, il comptait 4 907 habitants.